# Bohr magneton
Bohr magneton (thường được ký hiệu là μB) là một đại lượng vật lý được đặt theo tên nhà vật lý Niels Bohr. Bohr magneton được dùng như một hằng số vật lý dùng làm đơn vị của mômen từ.
Trong hệ đơn vị chuẩn SI, Bohr magneton được định nghĩa bởi hệ thức:
{\displaystyle \mu _{\mathrm {B} }={{e\hbar } \over {2m_{\mathrm {e} }}}}
với:
{\displaystyle e} là điện tích nguyên tố, e = 1,6 10-19 C,
{\displaystyle \hbar } hằng số Planck rút gọn,
{\displaystyle m_{e}} là khối lượng nghỉ của điện tử.
Do đó, một Bohr magneton có giá trị μB = 9.274 009 49(80)×10-24 J•T-1.
Trong hệ đơn vị CGS Gauss, Bohr magneton được định nghĩa bởi:
{\displaystyle \mu _{\mathrm {B} }={{e\hbar } \over {2m_{\mathrm {e} }c}}}
với:
{\displaystyle c} là vận tốc ánh sáng trong chân không.
và ở hệ đơn vị này, Bohr magneton nhận giá trị: μB = 0.927×10-20 erg.Oe-1
Bohr magneton là một đơn vị tự nhiên để biểu diễn mômen lưỡng cực từ nguyên tử với xuất phát ban đầu là từ mô hình nguyên tử của Niels Bohr, được xác định lần đầu tiên vào năm 1910 bởi nhà vật lý người Rumani Stefan Procopiu. Do đó, các sách giáo khoa ở Rumani thường gọi là Bohr-Procopiu Magneton . Một điện tử ở trạng thái cơ bản sẽ có mômen từ quỹ đạo là 1 μB.